# Софія Луїза Мекленбург-Шверінська
 Софія Луїза Мекленбург-Шверінська (нім. Sophie Luise zu Mecklenburg-Schwerin, 16 травня 1685 — 29 липня 1735) — принцеса Меклебург-Шверінська з Мекленбурзького дому, донька принца Фрідріха Мекленбург-Шверінського та ландграфині Гессен-Гомбурзької Крістіни Вільгельміни, третя дружина курфюрста Бранденбургу та короля Пруссії Фрідріха I.
На її честь названа церква Святої Софії в Берліні.

## Біографія
Народилась 16 травня 1685 року у Грабові. Була четвертою дитиною та єдиною донькою в родині принца Фрідріха Мекленбург-Шверінського та його дружини Крістіни Вільгельміни Гессен-Гомбурзької. Мала трьох старших братів: Фрідріха Вильгельма, Карла Леопольда та Крістіана Людвіга. Оскільки батько мав апанаж у Грабові, його ще називали принцом Грабовським. Мешкало сімейство у місцевому замку.
Софія Луїза втратила батька, маючи менше 2 років. Матір більше не одружувалася. Старший брат Фрідріх Вільгельм у 1692 році наслідував герцогство Мекленбург-Шверін після смерті бездітного Крістіана Людвіга I, після чого принцеса виховувалася при дворі у Шверіні. Окрім уроків французької мови та музики, ніякої освіти не отримала.
У 23-річному віці стала дружиною 51-річного короля Пруссії та курфюрста Бранденбургу Фрідріха I. Шлюб був укладений з політичних мотивів. Придворна партія тиснула на короля, аби той забезпечив країну нащадками, оскільки його єдиний син залишався бездітним. Після тривалих пошуків була узгоджена кандидатура Софії Луїзи, яку за вроду славили як «Мекленбурзьку Венеру». Для Фрідріха була влаштована зустріч із мекленбурзькою принцесою у Розенталі поблизу Оранієнбаума, куди її супроводжувала матір. Різниця у віці, схоже, не шокувала жодну зі сторін. Король був задоволений красою дівчини, і після півгодинної бесіди з нею, зробив офіційну пропозицію герцогу Мекленбург-Шверинському. Шлюб за домовленістю уклали в Мекленбурзі. Вінчання пройшло 28 листопада 1708 року в Берліні. Весілля пишно відсвяткували у Берлінському палаці.

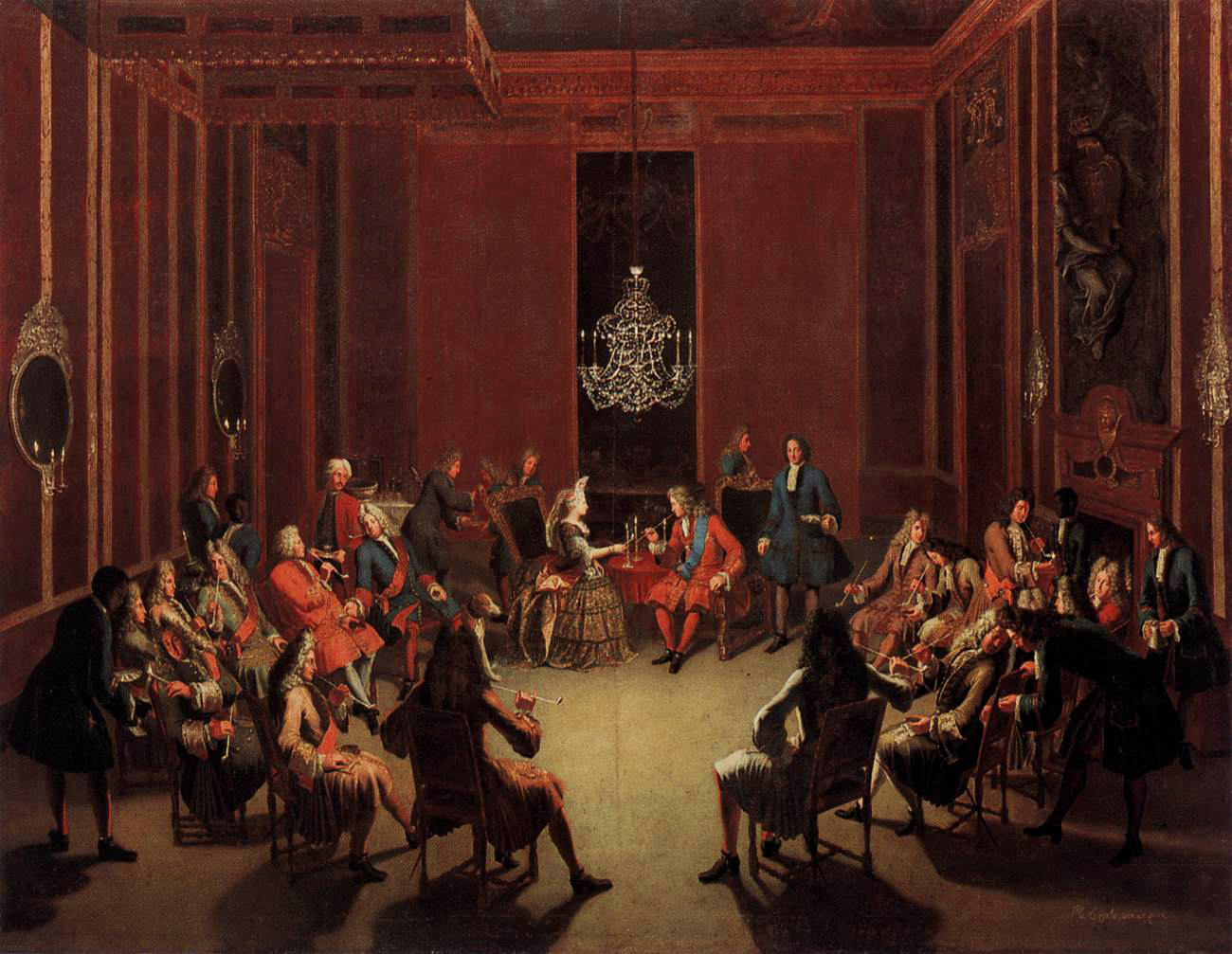
Софія Луїза набиває чоловіку трубку на зборах Тютюнової колегії, Новий палац (Потсдам)

Спочатку король цілком комфортно почувався поруч із молодою дружиною. Втім, шлюб залишався бездітним. Придворне життя, сповнене інтригами та наклепом, виявилося занадто важким для нової королеви. Особливо вона страждала від нападок дружини прем'єр-міністра Катерини фон Вартенберг. Щоправда, та неодноразово ображала і попередню королеву Софію Шарлотту. Зрештою, Софія Луїза віддалилася від двору і присвятила свій час турботі про хворого чоловіка, якого намагалася навернути з реформатського віровчення до лютеранства. Певний час Фрідріх дозволяв їй виконувати представницькі функції, усюди його супроводжувати, а вечорами набивати йому трубку у заснованій ним Тютюнової колегії. Згодом релігійність королеви під впливом вчення Августа Герман Франке перейшла у пієтизм, і почастішали сварки між подружжям з приводу «яка з релігій є істинною».
Глибока депресія Софії Луїзи призвела до затьмарення розуму. У січні 1713 року вона в маренні блукала замком, поранилася й постала перед Фрідріхом у закривавленій сорочці. Король вирішив, що перед ним Біла Пані, і вислав дружину до селища Первеніц на лікування. За кілька тижнів він і справді помер. Софію Луїзу змальовували як «безпорадну, нетямущу і меланхолійну, але знову ніжну та спокійну».
Її пасинок Фрідріх Вільгельм, який став королем, відправив жінку до родичів у Мекленбург-Шверін. Перший час Софія Луїза мешкала у Грабові із матір'ю, недовго у Нойштадт-Глеве, і згодом — у Шверінському замку.
Пішла з життя 29 липня 1735 року у Шверіні. Була похована у місцевій кірсі Святого Миколая.